# نبرد کرمرا
نبرد کِرِمِرا نبردی میان جمهوری روم و ویئی بود که در سال ۴۷۷ ق.م. در حوالی کرمرا، از ریزابههای کرانه‌ی شمالی رود تیبر، روی داد و با شکست رومیان به‌پایان رسید. در اصل، این نبرد تله‌ای بود که وینت‌ها برضد رومیان، که مشغول غارت اراضی ویئی بودند، گسترانده بودند. خصوصیت بارز این نبرد این بود که قوای روم منحصراً متشکل از خاندان فابیان بود.

## تاریخ نبرد
برطبق گفته‌ی اووید، این نبرد در ۱۳ فوریه سال ۴۷۷ ق.م. واقع شد اما برخی وقوعش را در ۱۸ ژوئیه می‌دانند.

## پیش‌زمینه

### منازعات جمهوری روم و ویئی
ویئی یک دولت‌شهر اتروسکی در حدود ۱۶ کیلومتری شمال روم بود که کرانه‌ی شمالی تیبر را در کنترل داشت و جنوبی‌ترین دولت‌شهر اتروریا بود. این دولت‌شهر در طول سده‌ها گسترش یافت و دولت‌شهرهای همجوار را زیر نفوذ گرفت و قدرت نظامی و اقتصادی بسیار یافت و از کامیاب‌ترین شهرهای اتروسکان شد؛ این شهر بر قله‌ی تپه‌ای شیبدار بنا شده بود و پیرامونش را دیوارهای مستحکم زده بودند. ویئی تا مدت‌ها با گسترش حوزه‌ی نفوذ روم مبارزه می‌کرد و میان این دو دولت‌شهر اتروسکی و لاتینی جنگ‌های متعدد بر سر کنترل تیبر، دسترسی به دریای تیرنی و کنترل مناسبات تجاری ــ خصوصاً نمک ــ درگرفت.
در سال ۴۷۹ ق.م، زمانی که کایسو فابیوس و تیتوس ورگینیوس کنسول بودند، اکوئیان بر اراضی لاتینان ــ متحدان اصلی روم ــ تاختند و سنای روم کنسول فابیوس را جهت دفاع از لاتینان به جنوب روم فرستاد. اکوئیان گریختند و به حصارهایشان پناه بردند و جنگی روی نداد. لیکن در جبهه‌ی شمالی به‌سبب بی‌احتیاطی کنسولِ دیگر یک سپاه رومی شکست یافت و اگر فابیوس به‌موقع به‌یاری سپاه نمی‌رسید، نابود می‌شد. زان‌پس، وینت‌ها به‌جای جنگ مستقیم با روم تاکتیک شبیخون‌زنی و غارت اراضی را برگزیدند، یعنی در برابر لژیون‌های رومی به شهر خود عقب می‌نشستند و چون می‌دیدند رومیان لژیونشان را جمع کرده‌اند، بر اراضی‌شان حمله می‌بردند.
Veiens hostis, adsiduus magis quam gravis, contumeliis saepius quam periculo animos agitabat, quod nullo tempore neglegi poterat aut averti alio sinebat
«وینت‌ها دشمنی بودند بیشتر پایدار تا خطرناک؛ ایشان غالباً با تحقیر و توهین رومیان را مشغول می‌داشتند تا با خطرآفرینی؛ [غرور رومیان] نیز اجازه نمی‌داد این توهین‌ها را نادیده گیرند یا حواسشان را معطوف جای دیگری کنند.»— تیتوس لیویوس، از پیدایش روم، جلد دوم، گفتار ۴۸

### خاندان فابیان
خاندان فابیان از بانفوذترین خاندان‌های دوران کهن روم بود. نخستین کسی که از این خاندان به کنسولی رسید کوئینتوس فابیوس ویبولانوس بود که در ۴۸۵ ق.م. بدین مقام رسید و ظرف هفت سال (۴۸۵ تا ۴۷۹ ق.م.) سه برادر فابیوس (کوئینتوس و مارکوس و کایسو) بدین منصب رسیدند.
در سال ۴۷۹ ق.م، که کایسو فابیوس کنسول بود، این خاندان تصمیم گرفت تمام مسئولیت و هزینه‌ی جنگی جدید و فرسایشی با دولت‌شهر ویئی را متقبل شود. برای همین، این عملیات‌های نظامی بدل‌به موضوعی خانوادگی و در انحصار این خاندان شد.
Tum Fabia gens senatum adiit. Consul pro gente loquitur: "Adsiduo magis quam magno praesidio, ut scitis, patres conscripti, bellum veiens eget. Vos alia bella curate. Fabios hostes veientibus date. Auctores sumus tutam ibi maiestatem romani nominis fore. Nostrum id nobis velut familiare bellum privato sumptu gerere in animo est; res publica et milite illic et pecunia vacet". Gratiae ingentes actae
«سپس خاندان فابیان در سنا حضور یافت. کنسول (=کایسو فابیوس) به‌نیابت از خاندانش سخن راند: ‘ای سناتورها، همان‌گونه که مستحضرید، جنگ با وینت‌ها نیازمند نیروهاییست که بیشتر دائمی باشد تا پرشمار. شما بقیه‌ی جنگ‌ها را پی‌بگیرید و این دشمن وینتی را به ما فابیان بسپارید؛ ما سوگند می‌خوریم از عظمت و غرور نام روم در آنجا دفاع کنیم، چه برآنیم که به هزینه‌ی شخصی خودمان جنگ با وینت‌ها را ــ چونان موضوعی خانوادگی ــ پی‌بگیریم. جمهوری از صرف سرباز و هزینه در آنجا معاف است.’ این سخنان با سپاس‌گزاریِ بسیارِ سناتورها همراه شد.»— تیتوس لیویوس، از پیدایش روم، جلد دوم، گفتار ۴۸
بنابراین، روز بعد ۳۰۶ تن آماده شدند که تماماً از اشراف و آن هم خاندان فابیان بودند. ایشان در میان شور و غوغای توده‌های شهر ازپسِ فرماندهشان، کایسو فابیوس، از طریق دربِ راستیِ دروازه کارمنتا از شهر خارج شدند و بعد که به رود کرمرا رسیدند، آنجا را موضعی مناسب تشخیص دادند و همان‌جا لشکرگاهشان را برپا کردند. ایشان تا چند مدت نه‌تنها از اردوگاه خویش دفاع می‌کردند، بلکه بر اراضی وینت‌ها شبیخون هم می‌زدند و بارها دشمن را می‌آزردند.
سرانجام، حملات ایذایی و پیروزمندانه‌ی فابیان تا آنجا رسید که وینت‌ها این خفت را تاب نیاوردند و بر آن شدند فابیان را دامی بنهند و به خدعه‌ای بگیرندشان و بکشند. پس گله و احشامشان را به‌هرسوی رها کردند و کشاورزان را فرمودند مزارعشان را خلوت کنند و قوای انتظامیی که مسئول مقابله با دستبرد رومیان بودند تظاهر به ترسیدن کردند و گریختند. نتیجه این شد که باد به دماغ فابیان افتاد و ایشان دشمنشان را خوار داشتند و با دیدن یک گله در فاصله‌ی دور بی‌محابا بر آن تاختند. ناگهان، وینت‌ها از کمینگاهشان بیرون جَستند و ایشان را در محاصره گرفتند و هرلحظه حلقه‌ی محاصره را تنگ‌تر کردند. فابیان تمام قوایشان را روی یک نقطه متمرکز کردند و خود را به‌شکل گَوه درآوردند و با تمام توان زور زدند و محاصره را شکستند و به تپه‌ای کم‌شیب پناه بردند. آنجا، با استفاده از برتری موضعی‌شان دشمن را، که از کوه بالا می‌آمد، عقب می‌زدند و چیزی به پیروزی‌شان نمانده بود که گروهی از وینت‌ها توانست از مسیر پشتی به قله‌ی تپه برسد و در موضعی برابر با فابیان قرار گیرد. نتیجه این شد که تمامی ۳۰۶ تن فابیان قتل‌عام شدند. تنها یک تن از ایشان باقی‌ماند که در روم مانده بود.

## پس از نبرد
پس از این فاجعه، در همان سال ۴۷۷ ق.م، سنای روم تیتوس مننیوس، یکی از دو کنسولِ آن سال، را جهت انتقام کشیدن روانه‌ی جنگ با وینت‌ها کرد، لیکن این سپاه نیز شکست یافت و تپه‌ی یانیکولوم به‌تصرف دشمن درآمد و چیزی نمانده بود روم نیز به‌دست دشمن بیفتد که کنسولِ دیگر، گایوس هوراتیوس، که با ولسکیان درگیر بود، فرا رسید و با وینت‌ها دو جنگِ بی‌نتیجه کرد: یکی نزدیک به معبد اسپس و دیگر نزدیک دروازه کولینا. اتروسکان یانیکولوم را همچنان در تصرف داشتند و از آنجا بر اراضی روم دستبرد می‌زدند و کشاورزان را می‌آزردند تا اینکه در سال بعد، ۴۷۶ ق.م، آئولوس ورگینیوس و اسپوریوس سرویلیوس به کنسولی رسیدند و ایشان را در نبردی قتل‌عام کردند.